# Chen Yunlin
Chen Yunlin (en chino simplificado, 陈云林; pinyin, Chén Yúnlín; Heishan, diciembre de 1941) es un político chino, que se desempeñó como director de la Oficina de Asuntos de Taiwán del Consejo de Estado de la República Popular China, entre 1997 y 2008, y como presidente de la Asociación para las Relaciones a través del Estrecho de Taiwán, cuerpo de contacto semioficial con la República de China (Taiwán), desde 2008 hasta 2013.

## Biografía
Nació en 1941 en el condado de Heishan de la provincia de Liaoning. Se unió al Partido Comunista de China (PCCh) en 1966. En 1967, se graduó de la Universidad Agrícola de Beijing y comenzó a trabajar como técnico en una fábrica de productos químicos en Qiqihar (Heilongjiang), y luego fue ascendido a director de fábrica.
En 1981, comenzó a trabajar para el gobierno como director del Comité de Planificación Económica de la ciudad de Qiqihar. En 1983, se convirtió en alcalde de Qiqihar y en 1984 fue nombrado secretario adjunto del comité provincial del PCCh y director de la comisión para la reestructuración de la economía de la provincia de Heilongjiang. En 1987, se convirtió en el vicegobernador de la provincia de Heilongjiang.
En 1994, fue nombrado vicedirector de la Oficina de Asuntos de Taiwán, convirtiéndose en su director en 1997. En 2008, debido a la reanudación de las conversaciones con Taiwán tras la elección de Ma Ying-jeou, se convirtió en el segundo presidente de la Asociación para las Relaciones a través del Estrecho de Taiwán (ARATS, por sus siglas en inglés).
El 4 de noviembre de 2008, se reunió con su homólogo taiwanés Chiang Pin-kung (jefe de la Fundación de Intercambios del Estrecho. SEF por sus siglas en inglés, contraparte taiwanesa del ARATS) en la «Segunda Cumbre Chen-Chiang». Fue el primer encuentro entre los líderes de ARATS y SEF en Taiwán. La reunión duró del 3 al 7 de noviembre en Taipéi. La visita de cinco días fue la reunión de más alto nivel entre el Kuomintang y el PCCh en seis décadas.